# François Anthoine
François Paul Anthoine (ur. 28 lutego 1860, zm. 25 grudnia 1944 w Paryżu) – francuski generał podczas I wojny światowej.
Został oficerem artylerii w 1880 roku. W 1908 został awansowany do stopnia pułkownika, w 1914 do stopnia generała, zaś w 1915 roku na generała dywizji. W momencie wybuchu I wojny światowej Anthoine stał się szefem sztabu 2 Armii, a w 1915 roku dowódcą 10 Korpusu Armijnego, który prowadził do walki w czasie bitwy nad Sommą. Podczas ofensywy wiosennej został dowódcą 4. Armii, a w 1918 roku szefem sztabu Philippe'a Pétaina. W 1921 roku został zwolniony ze służby i przeszedł do rezerwy.